# 二氯氧钒
二氯氧钒是一种无机化合物，化学式为VOCl2。它在384±3 °C分解。

## 制备
二氯氧钒可由三氯氧钒与硫或硫化氢的还原反应制得。
2 VOCl3 + 2 S → 2 VOCl2 + S2Cl2
2 VOCl3 + H2S → 2 VOCl2 + S + 2 HCl
2 VOCl3 + S2Cl2 → 2 VCl4 + S + SO2（副反应）
2 VCl4 + H2S → 2 VCl3 + S + 2 HCl
它也可通过五氧化二钒、三氯氧钒、三氯化钒反应产生：
V2O5  +  VOCl3  +  3 VCl3  →  6 VOCl2